# 丘馬基 (托馬基夫卡區)
47°57′15″N 34°37′6″E / 47.95417°N 34.61833°E
丘馬基（烏克蘭語：Чумаки），是烏克蘭中部的村莊，隸屬第聶伯羅彼得羅夫斯克州的尼科波爾區。該村始建於1741年，距離新安德里伊夫卡1公里，面積2.84平方公里，海拔高度120米，2001年人口1,203。